# Verenigde Staten op de Olympische Winterspelen 1960
Tijdens de Olympische Winterspelen van 1960, die in Squaw Valley werden gehouden, nam het gastland, de Verenigde Staten, voor de achtste keer deel.

## Medailleoverzicht
| Sport       | Olympiër                         | Discipline       | Medaille |
| ----------- | -------------------------------- | ---------------- | -------- |
| Kunstrijden | David Jenkins                    | mannen           | Goud     |
| Kunstrijden | Carol Heiss                      | vrouwen          | Goud     |
| IJshockey   | Olympisch team                   | mannen           | Goud     |
| Alpineskiën | Penelope Pitou                   | afdaling (v)     | Zilver   |
| Alpineskiën | Penelope Pitou                   | reuzenslalom (v) | Zilver   |
| Alpineskiën | Betsy Snite                      | slalom (v)       | Zilver   |
| Schaatsen   | William Disney                   | 500 m (m)        | Zilver   |
| Kunstrijden | Barbara Roles                    | vrouwen          | Brons    |
| Kunstrijden | Nancy Ludington Ronald Ludington | paarrijden       | Brons    |
| Schaatsen   | Jeanne Ashworth                  | 500 m (v)        | Brons    |

## Deelnemers en resultaten

### Alpineskiën
| Olympiër          | Discipline       | Resultaat | Prestatie                    |
| ----------------- | ---------------- | --------- | ---------------------------- |
| Jim Barrier       | reuzenslalom (m) | 16e       | 1.52,7 (+4,4)                |
| Jim Barrier       | slalom (m)       | dq        | diskwalificatie              |
| Frank Brown       | slalom (m)       | 37e       | 3.01,3 (+52,4) 1.58,2+1.03,1 |
| Tom Corcoran      | reuzenslalom (m) | 4e        | 1.49,7 (+1,4)                |
| Tom Corcoran      | slalom (m)       | 9e        | 2.14,7 (+5,8) 1.12,5+1.02,2  |
| Gordon Eaton      | afdaling (m)     | 17e       | 2.14,0 (+8,0)                |
| Chuck Ferries     | slalom (m)       | dq        | diskwalificatie              |
| Scott Gorsuch     | afdaling (m)     | 14e       | 2.11,0 (+5,0)                |
| Scott Gorsuch     | reuzenslalom (m) | 14e       | 1.52,3 (+4,0)                |
| Max Marolt        | afdaling (m)     | 18e       | 2.14,2 (+8,2)                |
| Max Marolt        | reuzenslalom (m) | 21e       | 1.54,9 (+6,6)                |
| Marvin Melville   | afdaling (m)     | 22e       | 2.15,9 (+9,9)                |
|                   |                  |           |                              |
| Beverley Anderson | reuzenslalom (v) | 36e       | 1.57,4 (+17,5)               |
| Beverley Anderson | slalom (v)       | 26e       | 2.13,1 (+23,5) 1.13,1+1.00,0 |
| Renie Cox         | slalom (v)       | 9e        | 1.59,2 (+9,6) 59,4+59,8      |
| Joan Hannah       | afdaling (v)     | 21e       | 1.47,9 (+10,3)               |
| Linda Meyers      | afdaling (v)     | 33e       | 1.53,4 (+15,8)               |
| Linda Meyers      | reuzenslalom (v) | dq        | diskwalificatie              |
| Penelope Pitou    | afdaling (v)     | Zilver    | 1.38,6 (+1,0)                |
| Penelope Pitou    | reuzenslalom (v) | Zilver    | 1.40,0 (+0,1)                |
| Penelope Pitou    | slalom (v)       | 33e       | 2.19,8 (+30,2) 58,5+1.21,3   |
| Betsy Snite       | afdaling (v)     | dq        | diskwalificatie              |
| Betsy Snite       | reuzenslalom (v) | 4e        | 1.40,4 (+0,5)                |
| Betsy Snite       | slalom (v)       | Zilver    | 1.52,9 (+3,3) 57,4+55,5      |

### Biatlon
| Olympiër      | Discipline | Resultaat | Prestatie                               |
| ------------- | ---------- | --------- | --------------------------------------- |
| John Burritt  | 20 km (m)  | 14e       | 1:46.36,8 (+13.15,2) pen.: 5 (0-1-3-1)  |
| Richard Mize  | 20 km (m)  | 21e       | 1:55.56,2 (+22.34,6) pen.: 11 (3-3-5-0) |
| Gustav Hanson | 20 km (m)  | 23e       | 1:58.06,2 (+24.44,6) pen.: 9 (3-3-2-1)  |
| Larry Damon   | 20 km (m)  | 24e       | 1:59.38,2 (+26.16,6) pen.: 13 (5-3-3-2) |

### Kunstrijden
| Olympiër                         | Discipline | Resultaat | Prestatie                 |
| -------------------------------- | ---------- | --------- | ------------------------- |
| David Jenkins                    | mannen     | Goud      | pc. 10,0; 1440,200 punten |
| Tim Brown                        | mannen     | 5e        | pc. 43,0; 1374,100 punten |
| Robert Brewer                    | mannen     | 7e        | pc. 66,0; 1320,300 punten |
| Carol Heiss                      | vrouwen    | Goud      | pc. 9,0; 1490,100 punten  |
| Barbara Roles                    | vrouwen    | Brons     | pc. 26,0; 1414,900 punten |
| Laurence Owen                    | vrouwen    | 6e        | pc. 57,0; 1343,000 punten |
| Nancy Ludington Ronald Ludington | paarrijden | Brons     | pc. 27,5; 76,200 punten   |
| Maribel Owen Dudley Richards     | paarrijden | 10e       | pc. 69,0; 67,500 punten   |
| Ila Hadley Ray Hadley            | paarrijden | 11e       | pc. 78,0; 65,000 punten   |

### Langlaufen
| Olympiër                                                | Discipline            | Resultaat | Prestatie                                                    |
| ------------------------------------------------------- | --------------------- | --------- | ------------------------------------------------------------ |
| Charlie Akers                                           | 15 km (m)             | 50e       | 1:02.35,7 (+10.40,2)                                         |
| Theodore A. Farwell                                     | 50 km (m)             | 31e       | 3:49.56,6 (+50.50,3)                                         |
| Olavi Hirvonen                                          | 15 km (m)             | 48e       | 1:00.38,6 (+8.43,1)                                          |
| Olavi Hirvonen                                          | 50 km (m)             | 26e       | 3:36.37,8 (+37.31,5)                                         |
| Sven Johanson                                           | 30 km (m)             | dnf       | opgave                                                       |
| Peter Lahdenpera                                        | 15 km (m)             | 46e       | 59.13,0 (+7.17,5)                                            |
| Leo Massa                                               | 30 km (m)             | 42e       | 2:16.47,0 (+25.43,1)                                         |
| Leo Massa                                               | 50 km (m)             | 29e       | 3:41.08,2 (+42.01,9)                                         |
| Andrew Miller                                           | 15 km (m)             | 22e       | 54.44,5 (+2.49,0)                                            |
| Andrew Miller                                           | 30 km (m)             | 27e       | 2:03.05,4 (+12.01,5)                                         |
| Andrew Miller                                           | 50 km (m)             | 17e       | 3:17.23,2 (+18.16,9)                                         |
| Joseph Wilson                                           | 30 km (m)             | 43e       | 2:22.16,2 (+31.12,3)                                         |
| Andrew Miller Karl Bohlin John Dendahl Peter Lahdenpera | 4x10 km estafette (m) | 11e       | 2:38.01,8 (+19.16,2) (37.04,0 / 40.47,0 / 39.11,0 / 40.59,8) |

### Noordse combinatie
| Olympiër            | Discipline | Resultaat | Prestatie                                   |
| ------------------- | ---------- | --------- | ------------------------------------------- |
| Alfred Vincelette   | mannen     | 26e       | 395,274 punten schans: 190,5 15 km: 204,774 |
| Theodore A. Farwell | mannen     | 27e       | 386,694 punten schans: 172,5 15 km: 214,194 |
| John Cress          | mannen     | 29e       | 375,306 punten schans: 191,5 15 km: 183,806 |
| Craig Lussi         | mannen     | 30e       | 361,919 punten schans: 158,5 15 km: 203,419 |

### Schaatsen
| Olympiër            | Discipline   | Resultaat | Prestatie         |
| ------------------- | ------------ | --------- | ----------------- |
| Floyd Bedbury       | 1500 m (m)   | 22e       | 2.18,9 (+8,5)     |
| Floyd Bedbury       | 5000 m (m)   | 30e       | 8.39,6 (+48,3)    |
| William Carow       | 500 m (m)    | dnf       | opgave            |
| William Disney      | 500 m (m)    | Zilver    | 40,3 (+0,1)       |
| Dick Hunt           | 1500 m (m)   | 17e       | 2.17,7 (+7,3)     |
| Dick Hunt           | 5000 m (m)   | 17e       | 8.21,3 (+30,0)    |
| Richard McDermott   | 500 m (m)    | 7e        | 40,9 (+0,7)       |
| Keith Meyer         | 1500 m (m)   | 29e       | 2.21,7 (+11,3)    |
| Eddie Rudolph       | 500 m (m)    | 10e       | 41,2 (+1,0)       |
| Eddie Rudolph       | 1500 m (m)   | 35e       | 2.23,1 (+12,7)    |
| Arnold Uhrlass      | 5000 m (m)   | 14e       | 8.18,0 (+26,7)    |
| Arnold Uhrlass      | 10.000 m (m) | 15e       | 16.49,3 (+1.02,7) |
| Ross Zucco          | 10.000 m (m) | 10e       | 16.37,6 (+51,0)   |
|                     |              |           |                   |
| Jeanne Ashworth     | 500 m (v)    | Brons     | 46,1 (+0,2)       |
| Jeanne Ashworth     | 1000 m (v)   | 8e        | 1.36,5 (+2,4)     |
| Jeanne Ashworth     | 1500 m (v)   | 11e       | 2.33,7 (+8,5)     |
| Jeanne Ashworth     | 3000 m (v)   | 8e        | 5.28,5 (+14,2)    |
| Beverly Buhr        | 3000 m (v)   | 19e       | 6.03,1 (+48,8)    |
| Cornelia Harrington | 3000 m (v)   | 18e       | 5.57,5 (+43,2)    |
| Barb Lockhart       | 1500 m (v)   | 18e       | 2.37,0 (+11,8)    |
| Kathy Mulholland    | 500 m (v)    | 10e       | 47,9 (+2,0)       |
| Jeanne Omelenchuk   | 500 m (v)    | 16e       | 49,3 (+3,4)       |
| Jeanne Omelenchuk   | 1000 m (v)   | 15e       | 1.39,8 (+5,7)     |
| Jeanne Omelenchuk   | 1500 m (v)   | 15e       | 2.36,4 (+11,2)    |

### Schansspringen
| Olympiër           | Discipline | Resultaat | Prestatie                  |
| ------------------ | ---------- | --------- | -------------------------- |
| Ansten Samuelstuen | mannen     | 7e        | 211,5 punten (90,0+79,0 m) |
| Jon St. Andre      | mannen     | 28e       | 192,3 punten (81,5+78,5 m) |
| Robert Wedin       | mannen     | 32e       | 187,1 punten (79,0+72,0 m) |
| Gene Kotlarek      | mannen     | 42e       | 165,1 punten (84,0+77,0 m) |

### IJshockey
| Olympiër | Discipline | Resultaat | Prestatie |
| --- | ---------- | --------- | --- |
| Jack McCartan John Mayasich Jack Kirrane Paul Johnson Weldon Olson Eugene Grazia Richard Rodenheiser Edwyn Owen Rodney Paavola Richard Meredith Bill Christian Tom Williams Roger Christian Robert McVey Larry Palmer Bill Cleary Bob Cleary | mannen     | Goud      | voorronde groep C: 7 - 5 Verenigde Staten - Tsjecho-Slowakije 12 - 1 Verenigde Staten - Australië finaleronde: 6 - 3 Verenigde Staten - Zweden 9 - 1 Verenigde Staten - Duits eenheidsteam 2 - 1 Verenigde Staten - Canada 3 - 2 Verenigde Staten - Sovjet-Unie 9 - 4 Verenigde Staten - Tsjecho-Slowakije |

Argentinië · Australië · Bulgarije · Canada · Chili · Denemarken · Duits eenheidsteam · Finland · Frankrijk · Groot-Brittannië · Hongarije · IJsland · Italië · Japan · Libanon · Liechtenstein · Nederland · Nieuw-Zeeland · Noorwegen · Oostenrijk · Polen · Sovjet-Unie · Spanje · Tsjecho-Slowakije · Turkije · Verenigde Staten · Zuid-Afrika · Zuid-Korea · Zweden · Zwitserland